# Gotfrid Köchert

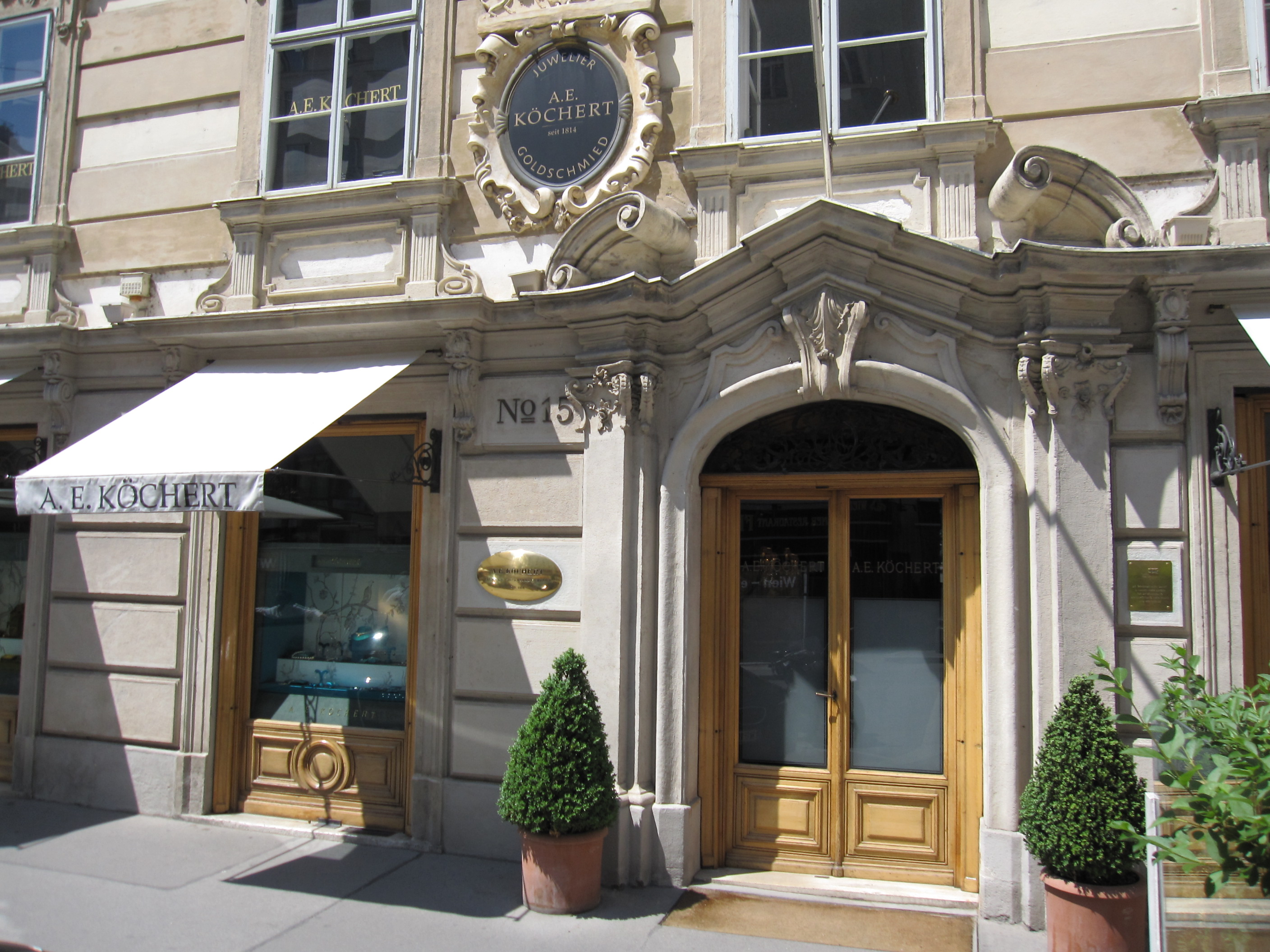
Juwelier A. E. Köchert in Wien

Gotfrid Köchert, in manchen Publikationen auch Gottfried Köchert, (* 22. März 1918 in Wien; † 6. November 1986 in Altmünster) war ein österreichischer Automobilrennfahrer.

## Leben
Gotfrid Köchert war der bekannteste österreichische Autorennfahrer der 1950er-Jahre. Ob seiner Herkunft als Spross der Wiener Juwelierdynastie A. E. Köchert wurde er der „rasende Juwelier“ genannt. In Wien geboren, verbrachte er die 1930er-Jahre in den USA und studierte von 1936 bis 1938 Ökonomie an einem College in Florida. Seine Eltern hatten den jungen Köchert in die USA geschickt, um damit seine Liaison mit der Schauspielerin Gusti Huber zu unterbinden. Knapp vor dem Krieg kam er wieder nach Österreich zurück und heiratete Gusti Huber noch während des Krieges. Der Ehe, die jedoch bald wieder geschieden wurde, entstammen zwei Töchter. Eine von ihnen war die Schauspielerin Bibiana „Bibi“ Besch. Köchert war daher auch der Großvater von Samantha Mathis, die ebenfalls Schauspielerin wurde.
Die Mille Miglia von 1956 war das erste große Autorennen, das Köchert bestritt. Er fuhr dabei einen neuen Porsche 550, den er knapp vor dem Rennen in Stuttgart abholte. Zum Erstaunen der Fachwelt lag der bis dahin völlig unbekannte Österreicher beim Wendepunkt in Rom an der vierten Stelle der Gesamtwertung. Knapp vor Florenz endete seine Fahrt nach einem Kupplungsschaden jedoch vorzeitig. Köchert lag zu diesem Zeitpunkt an zehnter Stelle. Wenige Wochen später gewann er den Sportwagen-Grand-Prix auf dem Nürburgring und feierte damit den ersten Sieg eines Österreichers bei einem Autorennen nach dem Zweiten Weltkrieg.
1957 war er erneut bei der Mille Miglia am Start. Es sollte das letzte 1000-Meilen-Rennen sein, da das Rennen nach dem Todessturz von Alfonso de Portago vom Rennkalender verschwand. Der Sieg ging an den Ferrari-Werkspiloten Piero Taruffi. Köchert, der ebenfalls einen Ferrari pilotierte, kam als Zehnter der Gesamtwertung ins Ziel. Er war auch der erste Österreicher nach dem Zweiten Weltkrieg, der beim 24-Stunden-Rennen von Le Mans am Start war. Mit Partner Erwin Bauer steuerte er einen Ferrari 500TRC und lag drei Stunden lang immer in der Spitzengruppe, ehe ihn ein Defekt an der Benzinpumpe zur Aufgabe zwang.
Auch beim 1000-km-Rennen auf dem Nürburgring 1958 war das Duo Köchert/Bauer am Start. Am Ende des Rennens – Köchert war längst umgezogen und wartete in der Box auf seinen Teamkollegen, der den Wagen als Zehnter ins Ziel brachte – übersah Bauer die Zielflagge und fuhr im vollen Tempo weiter. Wenige Kilometer nach dem Zielstrich verunglückte der Deutsche tödlich.
Ende des Jahres hatte Köchert einige schwere Unfälle und einen ersten leichten Herzinfarkt. Die Ärzte rieten ihm, den Rennsport aufzugeben und Köchert engagierte sich forthin als Segler. Bei den Olympischen Sommerspielen 1960 in Rom vertrat er sein Land in der damals größten olympischen Yachtklasse und wurde Siebter.
An den Rennstrecken sah man ihn nur noch selten. 1962 fuhr er einen Ferrari 250 GTO beim 1000-km-Rennen auf dem Nürburgring, konnte sich aber nicht klassieren. Gotfrid Köchert starb 1986 in seinem Haus in Altmünster an einem Herzinfarkt.

## Statistik

### Le-Mans-Ergebnisse
| Jahr | Team              | Fahrzeug       | Teamkollege | Platzierung | Ausfallgrund |
| ---- | ----------------- | -------------- | ----------- | ----------- | ------------ |
| 1957 | Gottfried Köchert | Ferrari 500TRC | Erwin Bauer | Ausfall     | Benzinpumpe  |

### Einzelergebnisse in der Sportwagen-Weltmeisterschaft
| Saison | Team                              | Rennwagen       | 1   | 2   | 3   | 4   | 5   | 6   | 7   | 8   | 9   | 10  | 11  | 12  | 13  | 14  | 15  | 16  | 17  | 18  | 19  | 20  |
| ------ | --------------------------------- | --------------- | --- | --- | --- | --- | --- | --- | --- | --- | --- | --- | --- | --- | --- | --- | --- | --- | --- | --- | --- | --- |
| 1956   | William Buff                      | Porsche 550     | BUA | SEB | MIM | NÜR | KRI |     |     |     |     |     |     |     |     |     |     |     |     |     |     |     |
| 1956   | William Buff                      | Porsche 550     |     |     | DNF | DNF |     |     |     |     |     |     |     |     |     |     |     |     |     |     |     |     |
| 1957   | Gotfrid Köchert                   | Ferrari 500TRC  | BUA | SEB | MIM | NÜR | LEM | KRI | CAR |     |     |     |     |     |     |     |     |     |     |     |     |     |
| 1957   | Gotfrid Köchert                   | Ferrari 500TRC  |     |     | 10  | 13  | DNF |     |     |     |     |     |     |     |     |     |     |     |     |     |     |     |
| 1958   | Österreicher Automobil-Sport-Club | Ferrari 250TR   | BUA | SEB | TAR | NÜR | LEM | RTT |     |     |     |     |     |     |     |     |     |     |     |     |     |     |
| 1958   | Österreicher Automobil-Sport-Club | Ferrari 250TR   | 10  |     |     |     |     |     |     |     |     |     |     |     |     |     |     |     |     |     |     |     |
| 1962   | OSAC                              | Ferrari 250 GTO | DAY | SEB | SEB | MAI | TAR | BER | NÜR | LEM | TAV | CCA | RTT | NÜR | BRI | BRI | PAR |     |     |     |     |     |
| 1962   | OSAC                              | Ferrari 250 GTO |     |     |     | DNF |     |     |     |     |     |     |     |     |     |     |     |     |     |     |     |     |
| 1964   | ÖASC                              | Ferrari 250LM   | DAY | SEB | TAR | MON | SPA | CON | NÜR | ROS | LEM | REI | FRE | CCE | RTT | SIM | NÜR | MON | TDF | BRI | BRI | PAR |
| 1964   | ÖASC                              | Ferrari 250LM   |     |     |     |     |     |     |     |     |     |     | 20  |     |     |     |     |     |     |     |     |     |